# Вариации и фуга на тему Моцарта
Вариации и фуга на тему Моцарта, соч. 132 — набор вариаций для оркестра, написанный в 1914 году Максом Регером. Премьера произведения состоялась в Берлине 5 февраля 1915 года под управлением композитора. Позже Регер переложил данное сочинение для двух фортепиано (соч. 132а), полностью изменив вариацию № 8 (Moderato).

## Описание
Тема вариаций взята из первой части сонаты для клавира № 11 Вольфганга Амадея Моцарта (KV 331). Первая фраза этой темы сначала звучит в исполнении гобоя и двух кларнетов, а затем её повторяют струнные инструменты; то же самое происходит и со второй фразой темы. Далее следуют восемь вариаций, после которых звучит фуга, в которой главная тема появляется вначале в исполнении первых скрипок, а затем через восемь тактов на неё «отвечают» вторые скрипки. Пьеса завершается мощным звучанием труб.
«Вариации…» остаются одним из самых популярных и записываемых оркестровых произведений Регера, хотя в последние десятилетия эта пьеса практически исчезла из концертного репертуара. Считается, что на стиль данной композиции повлияли «Вариации на тему Гайдна» Иоганнеса Брамса.

## Структура
Произведение, исполнение которого занимает около 30 минут, состоит из следующих разделов:
- Тема. Andante grazioso

- Вариация 1. L'istesso tempo, quasi un poco più lento
- Вариация 2. Poco agitato
- Вариация 3. Con moto
- Вариация 4. Vivace
- Вариация 5. Quasi presto
- Вариация 6. Sostenuto (quasi adagietto)
- Вариация 7. Andante grazioso
- Вариация 8. Molto sostenuto
- Фуга. Allegretto grazioso

Композиция написана для флейты-пикколо, двух флейт, двух гобоев, двух кларнетов, двух фаготов, четырёх валторн, двух труб, литавр, арфы и струнных.